# Ladislav Filip
Ladislav Filip (15. června 1898 Libeň – 29. listopadu 1986 Poděbrady) byl český lékař, kardiolog, dietolog a docent Univerzity Karlovy. Byl zakladatelem kardiologického sanatoria v Poděbradech (dnes Dětská léčebna Dr. L. Filipa, součást Lázní Poděbrady). Byl také aktivní sportovec, skaut a vedoucí Svojsíkova oddílu. Jeho skautská přezdívka byla „Brácha“.

## Život

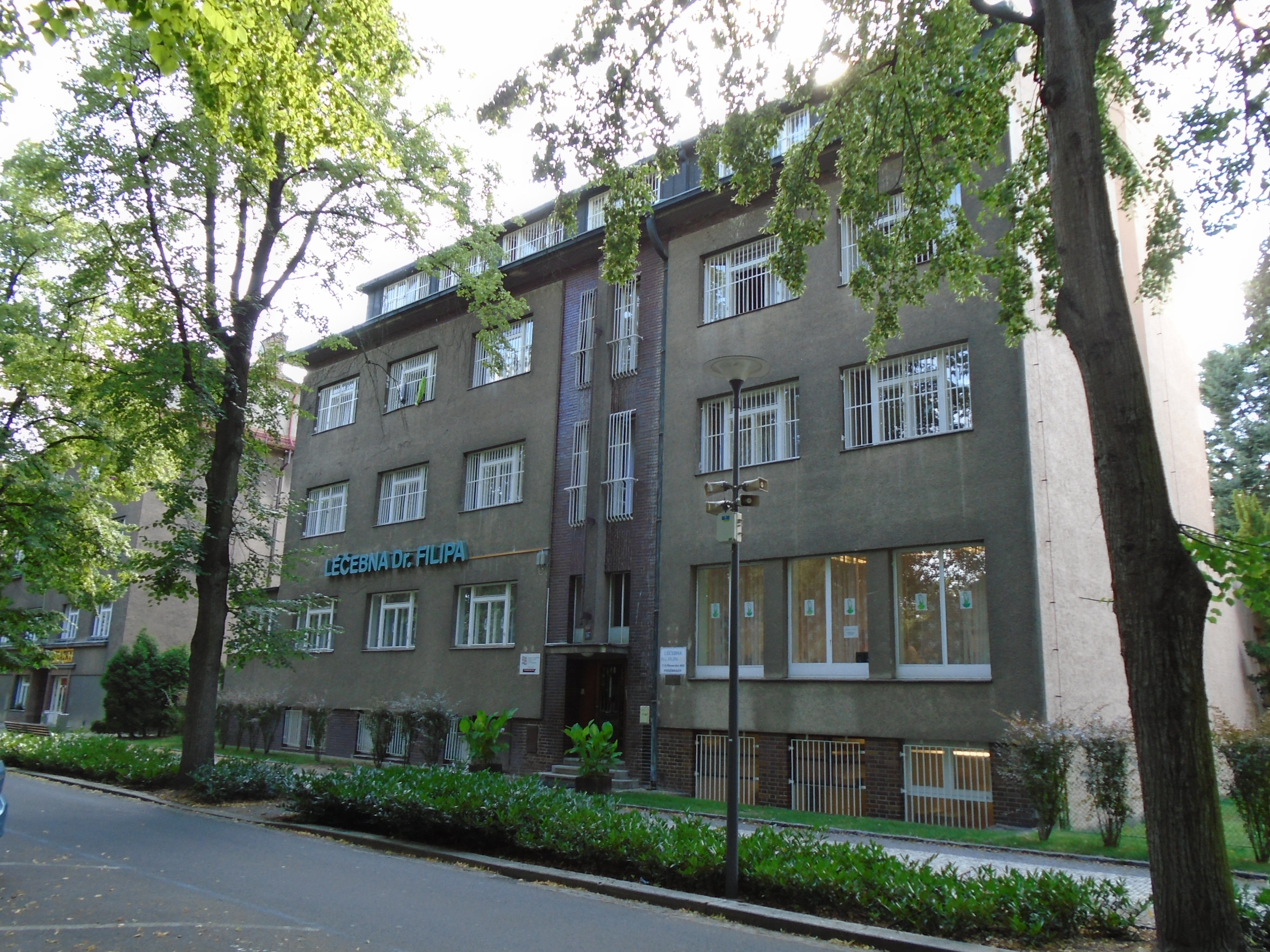
Budova někdejšího kardiologického sanatoria pro dospělé, nyní dětská Léčebna Dr. Filipa

Pocházel z Libně u Prahy. Od mládí se velmi zajímal o přírodu a sport. Po gymnáziu začal studovat chemii na Českém vysokém učení technickém v Praze, později ale přešel na lékařskou fakultu Univerzity Karlovy. Začal se specializovat na nemoci srdce a oběhového ústrojí. Roku 1926 nastoupil do Václavem Libenským založeného Prvního vyšetřovacího a léčebného ústavu (dnes lázeňský Hotel Libenský). Byl zde po tři roky vedoucím lékařem, aby roku 1930 ústav opustil, aby si mohl otevřít svůj vlastní. Zpočátku si otevřel ordinaci v Zikmundově vile, přičemž v letech 1933–1937 pro něj firma místního stavitele Ladislava Peřiny postavila budovu nového kardiologického sanatoria pro dospělé. Sanatorium se díky své moderní koncepci brzy stalo známým a vyhledávaným. Velmi se angažoval také v poděbradském skautu (sám byl jeho členem už od doby před první světovou válkou). V Poděbradech se usadil a s manželkou měli dvě dcery a syna.
Za druhé světové války Ladislav Filip spolupracoval s protinacistickým odbojem, kvůli čemuž byl v letech 1943–1944 vězněn v Norimberku a v terezínské Malé pevnosti. Před koncem války se mu podařilo vrátit do Poděbrad. V dubnu 1945 byl zvolen předsedou dvacetičlenného poděbradského Revolučního národního výboru (RNV). Z ilegality výbor vystoupil ve dnech květnové revoluce. Dne 2. května 1945 Dr. Filip vyjednal s velitelem německé posádky podplukovníkem Schusterem dohodu o zabezpečení klidu a pořádku ve městě. RNV převzal správu města a na oplátku zaručil bezpečnost německých raněných a německého obyvatelstva. Už druhý den však Němci dohodu zrušili. Změna nastala po vypuknutí pražského povstání dne 5. května 1945, kdy rozhlas svolával obyvatelstvo na pomoc bojující Praze. V reakci na rostoucí neklid ve městě na zámku jednal Dr. Filip s velitelem Schusterem, jeho pobočníky a představitelem okupační správy Messnerem. Dohodli se, že Němci nepoužijí zbraní, pokud tam neučiní česká strana, což Dr. Filip sdělil občanům městským rozhlasem. Němci se nakonec vzdali 8. května 1945.
V červnu 1945 se Dr. Filip stal prvním předsedou místního národního výboru. Po válce se mimo jiné podílel na obnovení činnosti lázní a založení poděbradské internátní školy Středočeská kolej krále Jiřího z Poděbrad. Společně s celou rodinou se také velmi zasloužil o obnovu poválečného poděbradského skautingu. Roku 1946 však vedení města opustil, protože odmítal vstoupit do jakékoliv politické strany a omezená poválečná demokracie nestranickou kandidaturu nedovolovala. Mohl však ale konečně získat docenturu na Karlově univerzitě, čemuž dlouho bránila válka.
Po komunistickém převratu v únoru 1948 mu byly znemožněno v pokračování přednášek na pražské lékařské fakultě. Zároveň bylo jeho sanatorium znárodněno a přeměněno na dětskou léčebnu, která dnes nese jeho jméno. Přestože byl Ladislav Filip považován za špičkového kardiologa, nebylo mu umožněno pracovat ani v lázních, takže z donucení změnil své zaměření na dietologii.
Zemřel v Poděbradech roku 1986. Pohřben byl na pražském Libeňském hřbitově. 

## Připomínka
Dr. Filipa připomíná stejnojmenná ulice v Poděbradech.

## Dílo
- Krevní tlak v lékařské praxi (Mladá generace lékařů, 1927)
- Breviář chorého srdce (Nákladem vlastním, 1939)
- Choroby krevního oběhu pro praxi (Nákladem Lékařského knihkupectví a nakladelství, 1949)
- Jak si terezínští heftlinkové představovali, že bude vypadat československé státní zřízení (Nákladem vlastním, 1945)
- Jak žít po padesátce (SZdN, 1969)